# وانغ جي (ملحنة)
وانغ جي (بالإنجليزية: Wang Jie)‏ هي ملحنة صينية، ولدت في 1980 في شانغهاي في الصين.

## وصلات خارجية
- الموقع الرسمي